# Kroksjön (Norra Kyrketorps socken, Västergötland)
Kroksjön är en sjö i Skövde kommun i Västergötland och ingår i Göta älvs huvudavrinningsområde. Sjön ligger utanför Skultorp och ingår i ett friluftsområde med motionsspår.

## Galleri

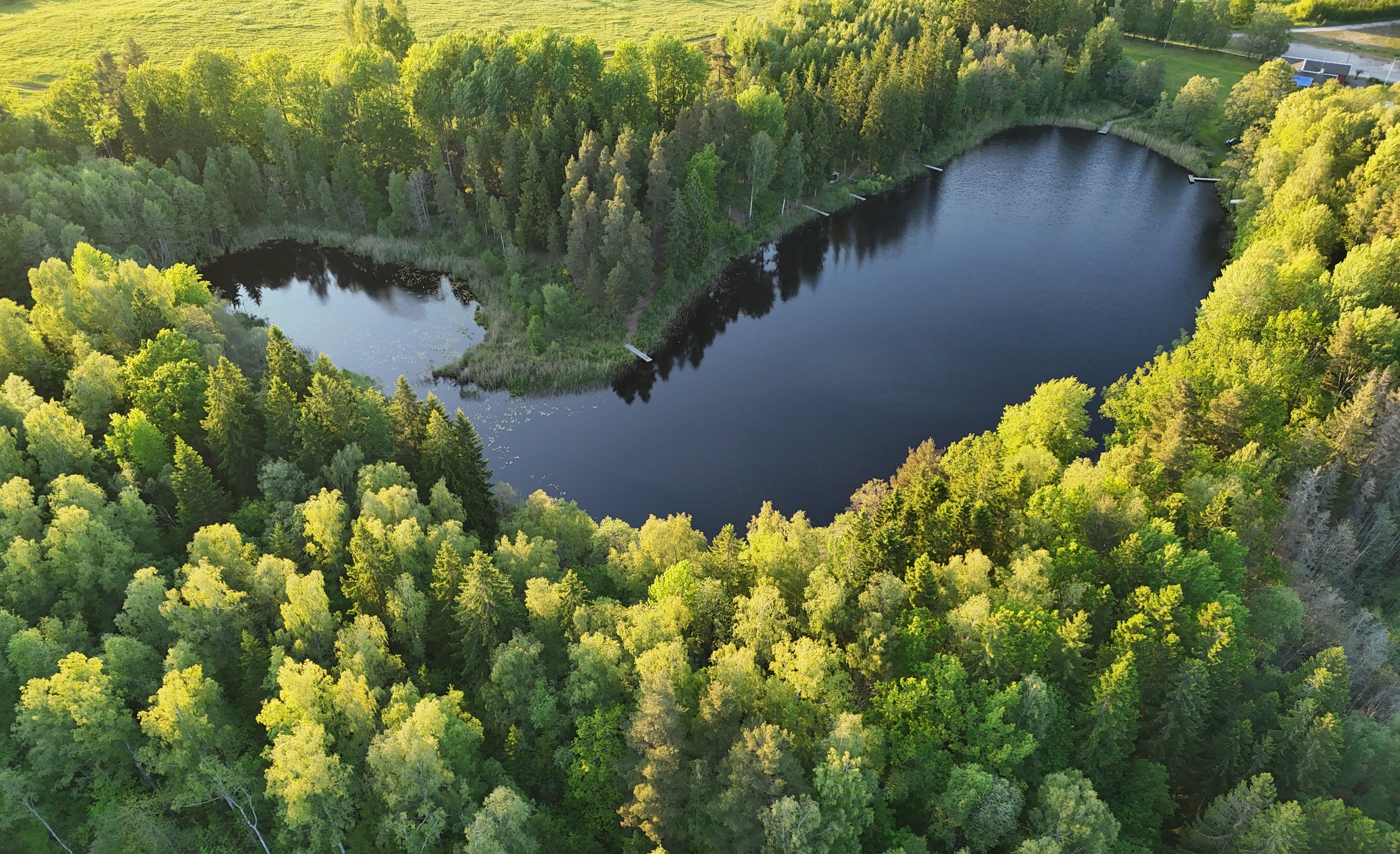